# Mickey Rooney
Mickey Rooney, nome artístico de Joseph Yule Jr. (Brooklyn, 23 de setembro de 1920 — Los Angeles, 6 de abril de 2014), foi um ator e apresentador estadunidense, que atuou no cinema, televisão e teatro e recebeu diversos prêmios ao longo de sua carreira - incluindo o Óscar, o Globo de Ouro e o Emmy. Mais conhecido por seu trabalho como Andy Hardy, Rooney foi considerado pelo Livro Guiness dos Recordes como o ator com a mais longa carreira no palco e nas telas.

## Biografia
Rooney nasceu no Brooklyn, em Nova Iorque, numa família do vaudeville. Seu pai, Joseph Yule, era escocês e a mãe, Nellie W. (nascida Carter), era da Kansas City (Missouri). Ambos atuavam no teatro quando Joseph Jr. nasceu, na produção do Brooklin A Gaiety Girl; começou a atuar aos quinze meses de idade acompanhando os pais, usando um smoking especialmente costurado para ele.
Em 2008 Rooney e sua última esposa, Jan Chamberlin, passaram a viver em Westlake Village, na Califórnia, ambos atuando como defensores dos direitos dos veteranos e dos animais.
Mickey Rooney faleceu em 6 de abril de 2014, aos 93 anos. de causas naturais.

## Carreira

### Mickey McGuire
Seus pais se separaram em 1924 durante uma pausa no vaudeville e, no ano seguinte, Nell Yule mudou-se com o filho para Hollywood, onde passou a gerenciar uma agência de turismo.
Foi então que Fontaine Fox colocara um anúncio num jornal, procurando uma criança de cabelos pretos para fazer o papel de "Mickey McGuire" numa série de curtas-metragem. E, sem dinheiro para mandar pintarem os cabelos do filho, a Sr.ª Yule escureceu-os passando cortiça queimada neles e o levou para a audição. O pequeno Joe conquistou o papel e tornou-se "Mickey" nas 78 fitas cômicas, que foram apresentadas entre 1927 a 1936, tendo neste ínterim (a partir de 4 de setembro de 1927) iniciado o "Mickey's Circus". A série era uma adaptação das histórias em quadrinhos Toonerville Trolley, que tinha um personagem chamado Mickey McGuire. Joe Yule tentou mudar legalmente seu nome para Mickey McGuire a fim de evitar o pagamento de royalties - e assim os produtores dos filmes não precisaram mais pagar os direitos autorais para os autores dos quadrinhos.
Rooney reivindicou, tempos mais tarde, que durante seus dias como Mickey McGuire havia conhecido o cartunista Walt Disney nos estúdios da Warner Brothers, sendo ali que Disney se inspirara a nomear como Mickey Mouse ao personagem que havia criado, então com o nome de Mortimer Mouse. Entretanto, Disney sempre declarou que a mudança de nome foi feita por sugestão de sua esposa.
Durante uma pausa na série, em 1932, a Sr.ª Yule fez planos de levar seu filho por uma turnê de vaudeville como McGuire, mas a Fox os impediu judicialmente de usarem o nome. Sua mãe então propôs que adotassem "Mickey Looney" para o filho comediante, e logo mudaram para um sobrenome menos frívolo. Rooney fez outros filmes, além de continuar atuando algumas vezes como McGuire, na sua adolescência, e assinou contrato com a MGM em 1934. A MGM incluiu Rooney como o filho adolescente de um juiz na série de 1937 A Family Affair, abrindo-lhe caminho para uma nova série de sucesso.

### Andy Hardy eJudy Garland

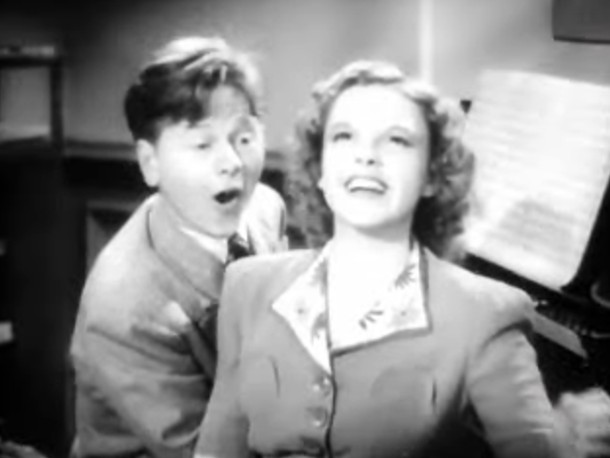
Rooney com Judy Garland em Babes in Arms (1939), um dos muitos filmes que fizeram juntos

Em 1937, Rooney foi selecionado para representar Andy Hardy em A Family Affair (1937), que a MGM havia planejado como um filme B. Rooney emprestou um caráter cômico ao filho do juiz James K. Hardy, interpretado por Lionel Barrymore (Lewis Stone interpretaria o papel nas sequências). A fita alcançou um sucesso inesperado, o que levou a treze sequências de "Andy Hardy" entre 1937 e 1946, até a derradeira, feita em 1958 - Andy Hardy final. Rooney foi campeão de bilheteria como Shockey Carter, em Hoosier Schoolboy, de 1937. No mesmo ano fez seu primeiro filme ao lado de Judy Garland: Thoroughbreds Don't Cry. Sua estreia em papéis dramáticos deu-se em Boys Town (1938), quando interpretou Whitey Marsh, antagonista de Spencer Tracy, que foi lançado pouco antes de seu décimo oitavo aniversário.
Garland e Rooney tornaram-se um par de sucesso cantando e dançando. Além dos três filmes de Andy Hardy em que ela representou Betsy Booth (Love Finds Andy Hardy), uma garota mais nova que se enamora por Andy, Garland apareceu com ele em cenas de musicais, como o sucesso indicado ao Oscar Babes in Arms (1939).
Inquestionavelmente um artista reconhecido antes da década de 1940, Rooney foi uma das muitas celebridades retratadas no cartoon feito por Tex Avery, da Warner Bros., intitulado Hollywood Steps Out, de 1941. Desde setembro de 2008, Rooney era o único artista ali representado que ainda estava vivo.

### A futura carreira
Em 1944, Rooney integrou o serviço militar por 21 meses durante a Segunda Grande Guerra, período no qual foi personalidade radiofônica da American Forces Network. Após seu retorno à vida civil, sua carreira ascendeu. Ele apareceu em vários filmes, incluindo Words and Music em 1948, que foi marcado como sua última aparição com Garland em filme (eles apareceram em um episódio como convidado da série cômica desta na CBS em 1963). The Mickey Rooney Show, também conhecido como Hey Mulligan, apareceu na NBC por 39 episódios entre 1954 e 1955. Em 1951, ele dirigiu um longa metragem para a Columbia Pictures, My True Story com Helen Walker. Rooney também estrelou um comediante egocêntrico de televisão no telefilme dramático de 90 minutos The Comedian, escrito por Rod Serling e dirigido por John Frankenheimer, na Playhouse 90 da noite do Valentine's Day de 1957.
Em 1960, ele dirigiu e protagonizou The Private Lives of Adam and Eve, uma comédia ambiciosa conhecida por seus múltiplos flashbacks e alguns clichês. Nos anos 1960, Rooney retomou sua carreira teatral. Ele aceitou papéis em filmes indistintos, mas ocasionalmente apareceu em trabalhos melhores, como Requiem for a Heavyweight (1962) e The Black Stallion (1979). Um dos papéis mais controversos de Rooney foi no aclamado filme de 1961 Breakfast at Tiffany's, onde interpretou um vizinho japonês miope do personagem principal, Holly Golightly. O produtor Richard Shepherd pediu desculpas pelo ocorrido no DVD de 45 anos do filme, mas o diretor Blake Edwards e Rooney não.
Em 31 de dezembro de 1961, ele apareceu no programa televisivo What's My Line e mencionou aobre os estudantes envolvidos na MRSE (Mickey Rooney School of Entertainment). Sua escola nunca colheu frutos, mas por vários anos ele foi embaixador/parceiro do Pennsylvania's Downingtown Inn, um country club e golf resort.
Em 1966, quando Rooney trabalhava em um filme nas Filipinas, sua mulher Barbara Ann Thomason (também conhecida como Tara Thomas, Carolyn Mitchell), uma ex-modelo pin-up e aspirante a atriz que venceu 17 concursos de beleza seguidos no sul da Califórnia, foi encontrada morta em sua cama. Ao seu lado estava, Milos Milos, um ator amigo de Rooney. Investigadores trabalharam com a hipótese de assassinato seguido de suicídio, usado pela arma de Rooney. Milos também foi guarda-costas e foi ligado a Stevan Markovic, guarda-costas do astro francês Alain Delon. Markovic também foi encontrado morto em circunstâncias misteriosas em Paris dois anos mais tarde.
Após o impacto causado pelo episódio, Rooney se casou com uma amiga de Barbara, Marge Lane.[carece de fontes?] A união durou apenas cem dias.
Ele recebeu um Academy Juvenile Award em 1938, e em 1983 a Academy of Motion Picture Arts and Sciences concedeu seu Academy Honorary Award pelo seu conjunto da obra. Laurence Olivier definiu Rooney como "o melhor ator de cinema que a América já produziu",[carece de fontes?] sentimento seguido pelo ator James Mason. Judy Garland disse que Rooney foi "o maior talento do mundo".[carece de fontes?] Como resultado da Andy Hardy séries, Rooney foi o ator mais bem pago em Hollywood nos anos 1930.[carece de fontes?]

### Carreira final
Rooney apareceu nos comerciais de televisão da Garden State Life Insurance Company em 1999, com sua esposa Jan. Nos anúncios levados ao ar em 2007, Rooney podia ser visto num fundo imaginário.
Rooney ainda trabalhou em filmes e turnês com sua esposa na produção multimídia chamada Let's Put On a Show! Em 26 de maio de 2007, ele foi nomeado Grand Marshal do Garden Grove Strawberry Festival. Rooney fez sua estreia inglesa de pantomima, no papel de Barão Hardup em Cinderella, no Sunderland Empire Theatre durante o período de Natal de 2007. Ele apareceu no BBC Points West vestido com um par de shorts e meias.

## Filmografia
| Ano  | Título                             |
| ---- | ---------------------------------- |
| 1927 | Orchids and Ermine                 |
| 1932 | The Beast of the City              |
| 1932 | Sin's Pay Day                      |
| 1932 | High Speed                         |
| 1932 | Fast Companions                    |
| 1932 | My Pal, the King                   |
| 1932 | Officer Thirteen                   |
| 1933 | The Big Cage                       |
| 1933 | The Life of Jimmy Dolan            |
| 1933 | The Big Chance                     |
| 1933 | Broadway to Hollywood              |
| 1933 | The Chief                          |
| 1933 | The World Changes                  |
| 1934 | Beloved                            |
| 1934 | The Lost Jungle                    |
| 1934 | I Like It That Way                 |
| 1934 | Manhattan Melodrama                |
| 1934 | Love Birds                         |
| 1934 | Half a Sinner                      |
| 1934 | Hide-Out                           |
| 1934 | Chained                            |
| 1934 | Blind Date                         |
| 1934 | Death on the Diamond               |
| 1935 | The County Chairman                |
| 1935 | Reckless                           |
| 1935 | The Healer                         |
| 1935 | A Midsummer Night's Dream          |
| 1935 | Rendezvous                         |
| 1935 | Ah, Wilderness!                    |
| 1936 | Riffraff                           |
| 1936 | Little Lord Fauntleroy             |
| 1936 | Down the Stretch                   |
| 1936 | The Devil is a Sissy               |
| 1937 | A Family Affair                    |
| 1937 | Captains Courageous                |
| 1937 | Slave Ship                         |
| 1937 | Hoosier Schoolboy                  |
| 1937 | Live, Love and Learn               |
| 1937 | Thoroughbreds Don't Cry            |
| 1937 | You're Only Young Once             |
| 1938 | Love Is a Headache                 |
| 1938 | Judge Hardy's Children             |
| 1938 | Hold That Kiss                     |
| 1938 | Lord Jeff                          |
| 1938 | Love Finds Andy Hardy              |
| 1938 | Boys Town                          |
| 1938 | Stablemates                        |
| 1938 | Out West with the Hardys           |
| 1939 | The Adventures of Huckleberry Finn |
| 1939 | The Hardys Ride High               |
| 1939 | Andy Hardy Gets Spring Fever       |
| 1939 | Babes in Arms                      |
| 1939 | Judge Hardy and Son                |
| 1940 | Young Tom Edison                   |
| 1940 | Andy Hardy Meets Debutante         |
| 1940 | Strike Up the Band                 |

| Ano  | Título                                                   |
| ---- | -------------------------------------------------------- |
| 1941 | Andy Hardy's Private Secretary                           |
| 1941 | Men of Boys Town                                         |
| 1941 | Life Begins for Andy Hardy                               |
| 1941 | Babes on Broadway                                        |
| 1942 | The Courtship of Andy Hardy                              |
| 1942 | A Yank at Eton                                           |
| 1942 | Andy Hardy's Double Life                                 |
| 1943 | The Human Comedy                                         |
| 1943 | Thousands Cheer                                          |
| 1943 | Girl Crazy                                               |
| 1944 | Andy Hardy's Blonde Trouble                              |
| 1944 | National Velvet                                          |
| 1946 | Love Laughs at Andy Hardy                                |
| 1947 | Killer McCoy                                             |
| 1948 | Summer Holiday                                           |
| 1948 | Words and Music                                          |
| 1949 | The Big Wheel                                            |
| 1950 | Quicksand                                                |
| 1950 | The Fireball                                             |
| 1950 | He's a Cockeyed Wonder                                   |
| 1951 | My Outlaw Brother                                        |
| 1951 | The Strip                                                |
| 1952 | Sound Off                                                |
| 1953 | Off Limits                                               |
| 1953 | All Ashore                                               |
| 1953 | A Slight Case of Larceny                                 |
| 1954 | Drive a Crooked Road                                     |
| 1954 | The Atomic Kid                                           |
| 1954 | The Bridges at Toko-Ri                                   |
| 1955 | The Twinkle in God's Eye                                 |
| 1956 | The Bold and the Brave                                   |
| 1956 | Francis in the Haunted House                             |
| 1956 | Magnificent Roughnecks                                   |
| 1957 | Operation Mad Ball                                       |
| 1957 | Baby Face Nelson                                         |
| 1958 | A Nice Little Bank That Should Be Robbed                 |
| 1958 | Andy Hardy Comes Home                                    |
| 1959 | The Big Operator                                         |
| 1959 | The Last Mile                                            |
| 1960 | Platinum High School                                     |
| 1960 | The Private Lives of Adam and Eve                        |
| 1961 | King of the Roaring 20's - The Story of Arnold Rothstein |
| 1961 | Breakfast at Tiffany's                                   |
| 1961 | Everything's Ducky                                       |
| 1962 | Requiem for a Heavyweight                                |
| 1963 | It's a Mad, Mad, Mad, Mad World                          |
| 1964 | The Secret Invasion                                      |
| 1965 | Twenty-Four Hours to Kill                                |
| 1965 | How to Stuff a Wild Bikini                               |
| 1966 | The Devil In Love                                        |
| 1966 | Ambush Bay                                               |
| 1968 | Skidoo                                                   |
| 1969 | The Extraordinary Seaman                                 |
| 1969 | The Comic                                                |
| 1969 | 80 Steps to Jonah                                        |

| Ano  | Título                                      |
| ---- | ------------------------------------------- |
| 1970 | Cockeyed Cowboys of Calico County           |
| 1971 | Mooch Goes to Hollywood                     |
| 1971 | The Manipulator                             |
| 1972 | Richard                                     |
| 1972 | Pulp                                        |
| 1973 | The Godmothers                              |
| 1974 | Thunder County                              |
| 1974 | Rachel's Man                                |
| 1975 | Ace of Hearts                               |
| 1975 | From Hong Kong with Love                    |
| 1976 | Find the Lady                               |
| 1977 | The Domino Principle                        |
| 1977 | Pete's Dragon                               |
| 1978 | The Magic of Lassie                         |
| 1979 | The Black Stallion                          |
| 1979 | Arabian Adventure                           |
| 1981 | The Fox and the Hound (voz)                 |
| 1982 | The Emperor of Peru                         |
| 1986 | Lightning, the White Stallion               |
| 1988 | Bluegrass                                   |
| 1989 | Erik the Viking                             |
| 1991 | My Heroes Have Always Been Cowboys          |
| 1992 | The Milky Life                              |
| 1992 | Sweet Justice                               |
| 1992 | Silent Night, Deadly Night 5: The Toy Maker |
| 1992 | Little Nemo: Adventures In Slumberland      |
| 1992 | Maximum Force                               |
| 1993 | The Legend of Wolf Mountain                 |
| 1994 | Revenge of the Red Baron                    |
| 1994 | The Outlaws: The Legend of O.B. Taggart     |
| 1994 | Making Waves                                |
| 1997 | Killing Midnight                            |
| 1998 | The Face on the Barroom Floor               |
| 1998 | Animals and the Tollkeeper                  |
| 1998 | Michael Kael vs. the World News Company     |
| 1998 | Sinbad: The Battle of the Dark Knights      |
| 1998 | Babe: Pig in the City                       |
| 1999 | Holy Hollywood                              |
| 1999 | The First of May                            |
| 2000 | Internet Love                               |
| 2000 | Phantom of the Megaplex                     |
| 2002 | Topa Topa Bluffs                            |
| 2003 | Paradise                                    |
| 2005 | Strike the Tent                             |
| 2005 | A Christmas Too Many                        |
| 2006 | The Thirsting                               |
| 2006 | To Kill a Mockumentary                      |
| 2006 | Night at the Museum                         |
| 2007 | The Yesterday Pool                          |
| 2007 | Bamboo Shark                                |
| 2007 | Lost Stallions: The Journey Home            |
| 2008 | Driving Me Crazy                            |

## Pequenos papéis
| Year | Title                      |
| ---- | -------------------------- |
| 1926 | Not to Be Trusted          |
| 1927 | Mickey's Circus            |
| 1927 | Mickey's Pals              |
| 1927 | Mickey's Eleven            |
| 1927 | Mickey's Battles           |
| 1928 | Mickey's Minstrels         |
| 1928 | Mickey's Parade            |
| 1928 | Mickey in School           |
| 1928 | Mickey's Nine              |
| 1928 | Mickey's Little Eva        |
| 1928 | Mickey's Wild West         |
| 1928 | Mickey in Love             |
| 1928 | Mickey's Triumph           |
| 1928 | Mickey's Babies            |
| 1928 | Mickey's Movies            |
| 1928 | Mickey's Rivals            |
| 1928 | Mickey the Detective       |
| 1928 | Mickey's Athletes          |
| 1928 | Mickey's Big Game Hunt     |
| 1929 | Mickey's Great Idea        |
| 1929 | Mickey's Explorers         |
| 1929 | Mickey's Menagerie         |
| 1929 | Mickey's Last Chance       |
| 1929 | Mickey's Brown Derby       |
| 1929 | Mickey's Northwest Mounted |

| Year | Title                            |
| ---- | -------------------------------- |
| 1929 | Mickey's Initiation              |
| 1929 | Mickey's Midnite Follies         |
| 1929 | Mickey's Surprise                |
| 1929 | Mickey's Mix-Up                  |
| 1929 | Mickey's Big Moment              |
| 1929 | Mickey's Strategy                |
| 1930 | Mickey's Champs                  |
| 1930 | Mickey's Master Mind             |
| 1930 | Mickey's Luck                    |
| 1930 | Mickey's Whirlwinds              |
| 1930 | Mickey's Warriors                |
| 1930 | Mickey the Romeo                 |
| 1930 | Mickey's Merry Men               |
| 1930 | Mickey's Winners                 |
| 1930 | Screen Snapshots Séries 9, Nº 24 |
| 1930 | Mickey's Musketeers              |
| 1930 | Mickey's Bargain                 |
| 1931 | Mickey's Stampede                |
| 1931 | Mickey's Crusaders               |
| 1931 | Mickey's Rebellion               |
| 1931 | Mickey's Diplomacy               |
| 1931 | Mickey's Wildcats                |
| 1931 | Mickey's Thrill Hunters          |
| 1931 | Mickey's Helping Hand            |
| 1931 | Mickey's Sideline                |

| Year | Title                                          |
| ---- | ---------------------------------------------- |
| 1932 | Mickey's Busy Day                              |
| 1932 | Mickey's Travels                               |
| 1932 | Mickey's Holiday                               |
| 1932 | Mickey's Big Business                          |
| 1932 | Mickey's Golden Rule                           |
| 1932 | Mickey's Charity                               |
| 1933 | Mickey's Ape Man                               |
| 1933 | Mickey's Race                                  |
| 1933 | Mickey's Big Broadcast                         |
| 1933 | Mickey's Touchdown                             |
| 1933 | Mickey's Tent Show                             |
| 1933 | Mickey's Covered Wagon                         |
| 1934 | Mickey's Medicine Man                          |
| 1935 | Pirate Party on Catalina Isle                  |
| 1936 | Mickey's Derby Day                             |
| 1937 | Cinema Circus                                  |
| 1938 | Andy Hardy's Dilemma                           |
| 1940 | Rodeo Dough                                    |
| 1941 | Meet the Stars #4: Variety Reel #2             |
| 1943 | Show Business at War                           |
| 1947 | Screen Snapshots: Out of This World Séries     |
| 1953 | Screen Snapshots: Mickey Rooney - Then and Now |
| 1958 | Screen Snapshots: Glamorous Hollywood          |
| 1968 | Vienna                                         |
| 1974 | Just One More Time                             |
| 1975 | The Lion Roars Again                           |
| 2008 | Wreck the Halls                                |

## Televisão
Rooney apareceu em diversas ocasiões em filmes e comédias da TV. Também emprestou sua voz para alguns filmes de animação. Suas aparições mais importantes estão listadas abaixo.
| Ano(s)    | Título                                        |
| --------- | --------------------------------------------- |
| 1954-1955 | The Mickey Rooney Show                        |
| 1964-1965 | Mickey                                        |
| 1982      | One of the Boys (cancelada após 13 episódios) |
| 1990-1993 | The Adventures of the Black Stallion          |

## Casamentos
| Esposa                                  | Anos      | Filhos             |
| --------------------------------------- | --------- | ------------------ |
| Ava Gardner                             | 1942-1943 |                    |
| Betty Jane Rase                         | 1944-1949 | Mickey Rooney, Jr. |
| Betty Jane Rase                         | 1944-1949 | Tim Rooney         |
| Martha Vickers                          | 1949-1951 | Teddy Rooney       |
| Elaine Devry                            | 1952-1958 |                    |
| Barbara Ann Thomason (Carolyn Mitchell) | 1958-1966 | Kyle Rooney        |
| Barbara Ann Thomason (Carolyn Mitchell) | 1958-1966 | Kimmy Rooney       |
| Barbara Ann Thomason (Carolyn Mitchell) | 1958-1966 | Kelly Rooney       |
| Barbara Ann Thomason (Carolyn Mitchell) | 1958-1966 | Kerry Rooney       |
| Marge Lane                              | 1966-1967 |                    |
| Carolyn Hockett                         | 1969-1974 | Jimmy Rooney       |
| Carolyn Hockett                         | 1969-1974 | Jonelle Rooney     |
| Jan Chamberlin                          | 1978-2014 |                    |